# Trisetokoeleria taimyrica
Trisetokoeleria taimyrica är en gräsart som beskrevs av Nikolai Nikolaievich Tzvelev. Trisetokoeleria taimyrica ingår i släktet Trisetokoeleria och familjen gräs. Inga underarter finns listade i Catalogue of Life.